# Louise Laridon (kunstschilder)
Louise Laridon (Luik, 15 december 1868 - Antwerpen, 22 mei 1943) was een Belgische kunstschilderes gespecialiseerd in landschappen, figuren en stillevens.
Louise Laridon studeerde aan de Antwerpse kunstacademie, waar ze les volgde bij de landschapsschilder Pierre Van Havermaet. Later studeerde ze ook aan de Parijse Académie Julian.
Er was een nauw contact tussen Louise, haar eveneens schilderende zus Lucy en de schilder Emile Vloors. Dat bleef ook zo nadat Louise Laridon en Emile Vloors in 1914 huwden. Vloors' werk Het schaakspel beeldt beide zussen af in hun appartement boven de nieuwe Stadsfeestzaal aan de Meir.
Werk van Louise Laridon is onder meer te bezichtigen in KMKSA.
- RKD-Nederlands Instituut voor Kunstgeschiedenis: 48124
- Union List of Artist Names: 500152000
- Virtual International Authority File: 5404153596645151900006